# Sérnyky (Zarichne)
Sérnyky (ucraniano: Се́рники) es un pueblo de Ucrania, constituido administrativamente como una pedanía del asentamiento de tipo urbano de Zarichne, en el raión de Varash de la óblast de Rivne.
En 2001, el pueblo tenía una población de 2699 habitantes.
Se ubica a orillas del río Stubla, unos 3 km al este de la capital municipal Zarichne, sobre la carretera P76 que lleva a Dubróvytsia.

## Historia
Antes de la fundación del actual municipio de Zarichne en 2020, el pueblo era sede de un consejo rural en el raión de Zarichne. El consejo rural incluía como pedanías a Bir, Oleksandrove y Solómyr.